# グマ村
グマ村（ゾンカ語：གུ་མ་ 英語：Guma Gewog）は、プナカ県の中央付近に位置するブータンのゲオク(村)のひとつである。暖かく湿った夏と肌寒い寒い冬の熱帯雨林に広がっており、他のゲオクに唐辛子を輸送している。